# Mosillus bracteatus
Mosillus bracteatus är en tvåvingeart som beskrevs av Ignaz Rudolph Schiner 1868. Mosillus bracteatus ingår i släktet Mosillus och familjen vattenflugor. Inga underarter finns listade i Catalogue of Life.